# Uttertjärnet
Uttertjärnet är en sjö i Sunne kommun i Värmland och ingår i Göta älvs huvudavrinningsområde. Sjöns area är 0,007 kvadratkilometer och den befinner sig 328 meter över havet.